# Boîtier de servitude intelligent
Pour les articles homonymes, voir BSI.
Le Boîtier de Servitude Intelligent (BSI) est actuellement le cœur des réseaux CAN intégrés aux véhicules. Il joue les rôles de coordinateur et passerelle CAN, de système de sécurité, de diagnostic, d'aide à la conduite, etc.
Il est important de rappeler que le BSI n’interagit pas sur le moteur en lui-même mais uniquement sur les équipements habitacles de la voiture comme par exemple clignotant, vitre, climatisation, compteur etc...
Une équivalence de désignation anglaise a été choisie pour obtenir les mêmes initiales : Built-in Systems Interface (BSI).
Suivant les constructeurs automobiles et leurs modèles, ce boitier peut porter d'autres noms : BCM (Body Control Module de BMW), FRM (Footwell Module de BMW), UCH (unité de contrôle habitacle de Renault), boîtier confort de Audi, boîtier réseau de bord du groupe Volkswagen, SAM (Signal Acquisition and Actuation Module de Mercedes), JBE (Junction Box Electronics de BMW) ou encore LCM (Light Control Module de BMW).

## Historique
À l'origine, le sigle BSI correspondait à « Boîtier de Sécurité Interactif » ; un inventeur indépendant, Philippe Bally, y introduit en 1984 la technologie du multiplexage, utilisée alors essentiellement dans les télécommunications et l'armée de l'air. Protégée par trois brevets en 1985, 1987, et 1992 ainsi que par la marque BSI, son invention introduit dès 1987 la technologie flash dans le microprocesseur central, ce qui autorise alors la mise à jour des fonctions de sécurité actives dans le domaine des transports.
Plusieurs licences de brevets seront cédées et des prototypes seront vendus au cours des années 1980 à Alstom, aux études avancées des groupes PSA, Renault, Mercedes-Benz, Siemens et d'autres équipementiers automobiles. Au cours des années 1990, le système BSI de Bally est imposé par les compagnies d'assurances, ce qui représente 8900 prescripteurs sur l'Europe. Aux fonctions de base d'alarme et d'antivol se sont rajoutés l'aide au diagnostic embarqué avec le minitel (gratuit), l'aide à la conduite (anti-patinage), le copilotage de l'ensemble des fonctions de sécurité de l'automobile jusqu'à prévenir les secours en cas d'accident par les feux de détresse et la géolocalisation. Il est commercialisé par la SA Bally-technologie jusqu'en 1998. Depuis l'an 2000, ce système, introduit sur le modèle Picasso de Citroën, s'est généralisé sur la plupart des véhicules modernes sous des appellations différentes.